# 張稱達
張稱達（1866年—1939年），字季旷，号二谷老人，湖南永綏（今屬吉首）人。清末進士，書畫家。

## 生平
清同治五年（1866年），張稱達生於永綏厅城。幼年家貧，苦讀進學，在辰州考中举人。光緒三十年（1904年）甲辰科殿试，位列三甲一百四十一名。
辛亥革命後，張稱達回歸故里。民國二年（1913年），在县城创办务正小学，後因生计日绌，只身去常德以卖字和授徒为生，後患風癥返回。
張稱達工诗文，善书画，字體苍劲，别具一格。晚年仰慕唐代李昌谷和宋代黄山谷，遂自號“二谷老人”，并汇集平日诗文成册，定名《二谷老人诗文集》。民国二十八年（1939年）在家中病逝，享年73岁。